# Reinhard Wilhelm
Reinhard Wilhelm (Deutmecke, Finnentrop, 5 de junho de 1946) é um cientista da computação alemão.

## Obras
- Jacques Loeckx, Kurt Mehlhorn, Reinhard Wilhelm: Foundations of Programming Languages 1989
- Reinhard Wilhelm und Dieter Maurer: Übersetzerbau. Theorie, Konstruktion, Generierung. 2. Aufl. Berlin [u.a.]: Springer, 1997. ISBN 3-540-61692-6.
- Reinhard Wilhelm: Informatics - 10 Years Back. 10 Years Ahead. Springer 2001
- Reinhard Wilhelm, Helmut Seidl: Übersetzerbau - Virtuelle Maschinen, Springer 2007
- Helmut Seidl, Reinhard Wilhelm, Sebastian Hack: Übersetzerbau - Analyse und Transformation, Springer 2010